# الغلالة الوعائية للعدسة المستديمة
الغلالة الوعائية للعدسة المستديمة (بالإنجليزية: Persistent tunica vasculosa lentis)‏ هي انحراف خلقي للعين، وهو نوع من استدامة الزجاجي الأولي مفرط التنسج.
هذا المرض يصيب الخلط الزجاجي، عادة ما يحدث في جانب واحد ويمكن ملاحظته في فترة الرضاعة. قد يصاحب المرض ماء أبيض وزيادة في ضغط داخل المقلة. يمكن رؤية استطالة النواتئ الهدبية من خلال الحدقة المتسعة.